# Bembecia zonsteini
Bembecia zonsteini is een vlinder uit de familie wespvlinders (Sesiidae), onderfamilie Sesiinae.
Bembecia zonsteini is voor het eerst wetenschappelijk beschreven door Gorbunov in 1994. De soort komt voor in het Palearctisch gebied.